# Дівінка
Дівінка (словац. Divinka) — село, громада округу Жиліна, Жилінський край, регіон Поважіє. Кадастрова площа громади — 5,17 км².
Населення 1024 особи (станом на 31 грудня 2017 року).

## Історія
Дівінка згадується 1393 року.

## Населення
| Рік:            | 1994. | 2004.   | 2014.    | 2024.   |
| --------------- | ----- | ------- | -------- | ------- |
| Кількість осіб: | 793   | 851     | 1040     | 1015    |
| Різниця:        |       | +7,31 % | +22,20 % | -2,40 % |

| Рік:            | 2023. | 2024.   |
| --------------- | ----- | ------- |
| Кількість осіб: | 1013  | 1015    |
| Різниця:        |       | +0,19 % |